# Balitorinae
Balitorinae är en underfamilj till familjen grönlingsfiskar (Balitoridae). Underfamiljen omfattar 230 arter fördelade över 32 släkten, som huvudsakligen förekommer i Asien.
I underfamiljen återfinns flera arter med sugmun med vars hjälp fiskarna kan fästa sig vid stenar och liknande. Detta är till stor hjälp i de klara, kraftigt strömmande bäckar där flertalet av arterna lever. Ett fåtal arter hålls ibland i fångenskap i akvarium, särskilt arter ur släktena Beaufortia och Gastromyzon.

## Systematik
Underfamiljen omfattar följande släkten:
| - Annamia - Balitora - Beaufortia - Bhavania - Crossostoma - Cryptotora - Erromyzon - Gastromyzon - Glaniopsis - Hemimyzon - Homaloptera - Homalosoma - Hypergastromyzon - Jinshaia - Katibasia - Lepturichthys | - Liniparhomaloptera - Metahomaloptera - Neogastomyzon - Neohomaloptera - Paraprotomyzon - Parhomaloptera - Plesiomyzon - Protomyzon - Pseudogastromyzon - Pseudohomaloptera - Sectoria - Sewellia - Sinogastromyzon - Sinohomaloptera - Travancoria - Vanmanenia |